# Discografie van The Bouncing Souls
| Discografie van The Bouncing Souls | Discografie van The Bouncing Souls |
| ---------------------------------- | ---------------------------------- |
| Studioalbums                       | 11                                 |
| Livealbums                         | 4                                  |
| Verzamelalbums                     | 1                                  |
| Splitalbums                        | 8                                  |
| Ep's                               | 12                                 |
| Singles                            | 4                                  |

De discografie van The Bouncing Souls bestaat uit elf studioalbums, vier livealbums, een verzamelalbum, acht splitalbums, twaalf ep's en vier singles.
The Bouncing Souls is een Amerikaanse punkband die is opgericht in 1989. De band heeft gespeeld bij onder andere BYO Records, Epitaph Records en Rise Records. Ook heeft The Bouncing Souls een eigen platenlabel, Chunksaah Records. Bij Chunksaah Records zijn ook albums van de band uitgegeven, meestal in samenwerking met een ander label.

## Studioalbums
| Jaar | Titel                             | Label                              | Formaat    |
| ---- | --------------------------------- | ---------------------------------- | ---------- |
| 1994 | The Good, the Bad, and the Argyle | BYO Records, Chunksaah Records     | cd, cs, lp |
| 1996 | Maniacal Laughter                 | BYO Records, Chunksaah Records     | cd, cs, lp |
| 1997 | The Bouncing Souls                | Epitaph Records                    | cd, cs, lp |
| 1999 | Hopeless Romantic                 | Epitaph Records                    | cd, cs, lp |
| 2001 | How I Spent My Summer Vacation    | Epitaph Records                    | cd, lp     |
| 2003 | Anchors Aweigh                    | Epitaph Records                    | cd, lp     |
| 2006 | The Gold Record                   | Epitaph Records, Chunksaah Records | cd, lp     |
| 2010 | Ghosts on the Boardwalk           | Chunksaah Records                  | cd, lp     |
| 2012 | Comet                             | Rise Records, Chunksaah Records    | cd, lp     |
| 2016 | Simplicity                        | Rise Records, Chunksaah Records    | cd, cs, lp |
| 2020 | Volume 2                          | Pure Noise Records                 | cd, lp     |

## Livealbums
| Jaar | TItel                                                | Label              | Formaat |
| ---- | ---------------------------------------------------- | ------------------ | ------- |
| 2003 | Do You Remember? Fifteen Years of The Bouncing Souls | Chunksaah Records  | 2x dvd  |
| 2005 | Live                                                 | Chunksaah Records  | 2x cd   |
| 2005 | Live at the Glasshouse                               | Kung Fu Records    | dvd     |
| 2011 | Live at Generation Records                           | Generation Records | lp      |

## Verzamelalbums
| Jaar | Titel                                    | Label             | Formaat |
| ---- | ---------------------------------------- | ----------------- | ------- |
| 2000 | The Bad, the Worse, and the Out of Print | Chunksaah Records | cd      |

## Splitalbums
| Jaar | Titel                                                  | Label                | Formaat    | Met                                       |
| ---- | ------------------------------------------------------ | -------------------- | ---------- | ----------------------------------------- |
| 1994 | Bouncing Souls/Weston                                  | Glüe Records         | 7-inch     | Weston                                    |
| 1994 | The Bouncing Souls/Bugbite                             | Creep Records        | 7-inch     | Bugbite                                   |
| 1995 | Bouncing Souls/Basic Skills/Youth Gone Mad/The Reviled | Rot'en Roll Records  | 7-inch     | Basic Skills, Youth Gone Mad, The Reviled |
| 2002 | BYO Split Series, Vol. 4                               | BYO Records          | cd, lp     | Anti-Flag                                 |
| 2002 | The Bouncing Souls/Zero Zero                           | Chunksaah Records    | 7-inch     | Zero Zero                                 |
| 2006 | Bouncing Souls/The Lucky Stiffs                        | Pirate Press Records | 7-inch     | The Lucky Stiffs                          |
| 2011 | Chunksaah Records Split 7"                             | Chunksaah Records    | 7-inch, cs | Hot Water Music                           |
| 2013 | Shocking Split                                         | Chunksaah Records    | 7-inch     | The Menzingers                            |

## Ep's
| Jaar | Titel                                 | Label                | Formaat     |
| ---- | ------------------------------------- | -------------------- | ----------- |
| 1991 | Ugly Bill                             | Complex Records      | 7-inch      |
| 1993 | The Argyle E.P.                       | Chunksaah Records    | 7-inch      |
| 1993 | The Green Ball Crew E.P               | Chunksaah Records    | 12-inch, cd |
| 1994 | Neurotic                              | Chunksaah Records    | 7-inch      |
| 1998 | Tie One On                            | Epitaph Records      | cd          |
| 2009 | 20th Anniversary Series: Volume One   | Chunksaah Records    | 7-inch      |
| 2009 | 20th Anniversary Series: Volume Two   | Chunksaah Records    | 7-inch      |
| 2009 | 20th Anniversary Series: Volume Three | Chunksaah Records    | 7-inch      |
| 2009 | 20th Anniversary Series: Volume Four  | Chunksaah Records    | 7-inch      |
| 2009 | Live at Lime with Bouncing Souls      | Lime Wire LLC        | download    |
| 2011 | Complete Control Recording Sessions   | SideOneDummy Records | 10-inch     |
| 2012 | Crucial Moments                       | Rise Records         | 12-inch, cd |

## Singles
| Jaar | Titel           | Label             | Formaat    | Album                          |
| ---- | --------------- | ----------------- | ---------- | ------------------------------ |
| 1995 | "Johnny X"      | BYO Records       | 7-inch     | Maniacal Laughter              |
| 1999 | "Fight to Live" | Epitaph Records   | 7-inch, cd | Hopeless Romantic              |
| 2001 | "Gone"          | Epitaph Records   | cd         | How I Spent My Summer Vacation |
| 2017 | "Battleground"  | Chunksaah Records | download   | (geen)                         |